# 永見吉英
永見 吉英（ながみ よしひで、生没年不詳）は、戦国時代の神官。
通称志摩守。淡路守貞英とも。於万の方の父。

## 略歴
三河国知鯉鮒明神の社人。娘に後の結城秀康の母となる長勝院がいる。
或る本には長勝院は摂州大坂の村田意竹の娘と言い、永見志摩守が後に村田意竹と称したとも言われている。子に永見貞親がいる。